# Всего одна ночь
«Всего одна ночь» — советский широкоэкранный художественный чёрно-белый
детективный фильм 1976 года, снятый Иосифом Шульманом на киностудии «Беларусьфильм».
Премьера фильма состоялась 22 августа 1977 года. Фильм посмотрели 13,8 миллионов зрителей за первый год демонстрации.

## Сюжет
Лейтенант Сергей Боровой начинает расследование убийства таксиста, не подозревая, что это дело приведёт его к ограблению. В ходе расследования ему удаётся высчитать, что грабители находятся в ресторане аэропорта. Сергею удаётся арестовать одного из преступников, но второй скрывается. Ему помогает подросток Лёшка, который случайно оказался вовлечённым в это дело. В итоге благодаря совместным усилиям преступники всё же попадают за решётку, а Сергей осуществляет своё первое успешное расследование.

## Роли исполняют
- Михаил Глузский — подполковник милиции Алексей Кузьмич Боровой
- Владимир Новиков — лейтенант милиции Сергей Боровой
- Юрий Гончаров — Мотыльков
- Костя Леневский — Лёшка
- Михаил Голубович — Виталий
- Сергей Проханов — Пашка Пузырёв
- Леонид Кмит — Прокопий Степанович
- Лия Гудадзе — Лия Ильинична

## Съёмочная группа
- Режиссёр: Иосиф Шульман
- Авторы сценария: Аркадий Ваксберг, Михаил Баран, Кирилл Рапопорт
- Оператор: Григорий Масальский
- Художник-постановщик: Юрий Альбицкий
- Композитор: Станислав Пожлаков
- Звукооператор: Василий Дёмкин